# Alexandre Voisard
Alexandre Voisard (Porrentruy, 14 de setembro de 1930), poeta suíço, em suas obras exalta seu país.

## Publicações
- Écrit sur un Mur, Ed. des Malvoisins, Porrentruy, 1954
- Vert Paradis, Ed. des Malvoisins, Porrentruy, 1955
- Chronique du guet, Ed. Mercure de France, Paris, 1961
- Liberté à l'aube, Ed. des Malvoisins, Porrentruy, 1967
- Les Deux Versants de la solitude, Cahiers de la Renaissance vaudoise, Lausanne, 1969
- Louve, Ed. Bertil Galland, Lausanne, 1972
- La Nuit en miettes, Ed. Bertil Galland, Lausanne, 1975
- Je ne sais pas si vous savez, Ed. Bertil Galland, Vevey, 1975
- Un Train peut en cacher un autre, Ed. Bertil Galland, Vevey, 1979
- La Claire Voyante, poèmes, Ed. Bertil Galland, Vevey, 1981
- Les Rescapés et autres poèmes, Éditions de l'Aire, Lausanne, 1984
- L'Année des treize lunes, Éditions de l'Aire, Lausanne, 1984
- Toutes les vies vécues, Ed. Empreintes, Lausanne, 1989
- Le Dire Le Faire, Ed. Empreintes, Lausanne, 1991
- Maîtres et valets entre deux orages, Bernard Campiche éditeur, Yvonand, 1993
- Une enfance de fond en comble Ed. Empreintes, Lausanne, 1993
- Le Repentir du Peintre Ed. Empreintes, Lausanne, 1995
- Le Déjeu, Ed. Bernard Campiche, Yvonand, 1997
- Au rendez-vous des alluvions, Ed. Bernard Campiche, Orbe, 1997
- Sauver sa trace, Ed. Bernard Campiche, Orbe, 2000
- Quelques fourmis sur la plage, Société jurassienne d'Emulation, Porrentruy, 2001
- Fables des orées et des rues, Ed. Bernard Campiche, Orbe, 2003
- L'Adieu aux abeilles et autres nouvelles, Ed. Bernard Campiche, Orbe, 2003
- Le Mot musique ou l'Enfance d'un poète, Ed. Bernard Campiche, Orbe, 2004
- De Cime et d'abîme, Éditions Seghers, Paris, 2007
- Dans la fièvre du migrant, Editions Le Miel de l'Ours, 2007
- L’Intégrale de ses œuvres a été réuni en neuf volumes de 2006-2011 chez Bernard Campiche
- Emergence, Ed. Empreintes, Chavannes-près-Renens, 2010
- La Poésie en chemins de ronde, Ed. Empreintes, Chavannes-près-Renens, 2010
- Autour de liberté à l'aube. Correspondance 1967-1972, Alexandre Voisard et Maurice Chappaz, Ed. des Malvoisins, Fontenais, 2010
- Accrues. Carnets 1999-2008, Ed. Bernard Campiche, Orbe, 2011
- Silves. Poésie, Lausanne, Couleurs d'Encres, 2011
- Le Poète coupé en deux, Ed. Bernard Campiche, Orbe, 2012
- Derrière la lampe, Ed. Empreintes, Chavannes-près-Renens, 2012
- Oiseau de Hasard, Ed. Bernard Campiche, Orbe, 2013
- Les petites Heures de Jean la Paille suivi de l'Oracle des quatre jeudis, Ed. Empreintes, 2014
- Ajours ; suivi de Médaillons. Poésie. Châtelineau : Le Taillis Pré, 2017
- Notre-Dame des égarées: roman. Carouge : Editions Zoé, 2017

## Distinções
- 1950 Youth Prize da Sociedade Jura de Emulação[2]
- 1955 Prémio Literário Sociedade Jura de Emulação [2]
- 1967: Jura preços livres [2]
- de 1969:  Schiller Preço  [2]
- 1975 Prêmio da comissão francesa literatura de língua do Cantão de Berna
- 1981: Cavaleiro do  ordem das Plêiades  (ordem Parlamentar da Francofonia)
- 1982: Prêmio de Estado  Zurique
- 1990: Preço de artes, letras e ciências  Cantão do Jura  para o período 1987 - 1990 [2]
- 1994:  Schiller Preço
- 1996:  Max Preço - Jacob
- 2008:  Edward preço - Rod  por todo o seu trabalho
- 2011:   [ http: // alain - bosquet.fr/ preço - alain -grove.html Prêmio Alain - Bosquet ] por todo o seu trabalho
- 2015:  Prix Werner - Renfer  por todo o seu trabalho [3]